# Erebia rhodopensis
Erebia rhodopensis är en fjärilsart som beskrevs av Henry John Elwes 1900. Erebia rhodopensis ingår i släktet Erebia och familjen praktfjärilar. IUCN kategoriserar arten globalt som livskraftig. Inga underarter finns listade i Catalogue of Life.